# Bisan Owda
Bisan Owda (àrab: بيسان عودة, Bīsān ʿAwda) és una periodista, activista i cineasta palestina. És especialment coneguda pels seus vídeos a les xarxes socials que documenten les experiències viscudes durant la guerra entre Israel i Gaza. Va guanyar un premi Peabody 2024 a la categoria de notícies pel seu programa a Al Jazeera Media Network, «It's Bisan from Gaza and I'm Still Alive».

## Primers anys
Owda va créixer a Beit Hanoun. Des de petita li va interessar la narració de contes, així com la lectura, el bàsquet i l'astronomia.

## Carrera
Owda ha treballat amb les Nacions Unides en la igualtat de gènere, com a membre del Fòrum Àgora d'Innovació de Gènere d'ONU Dones. Owda també va treballar amb la Unió Europea contra el canvi climàtic, i és ambaixadora de bona voluntat de la UE.
Owda ha produït un programa, Hakawatia, que s'emet per Roya TV. També va presentar vídeos educatius en àrab palestí per al canal de YouTube Easy Languages. Owda treballa per al Fons de Població de les Nacions Unides.
Owda va cridar l'atenció pels seus vídeos regulars i actualitzacions en directe a les xarxes socials que documentaven les experiències dels civils palestins durant la guerra d'Israel i Gaza del 2023, coneguda per començar amb alguna variació de la frase "Encara soc viva". El 15 d'octubre de 2023, Owda havia acumulat més de 180.000 seguidors a Instagram. El 20 de novembre, tenia 2 milions de seguidors i el 5 de desembre n'havia acumulat més de 3 milions. Els vídeos i reportatges d'Owda han estat compartits per mitjans com ABC News, Al Jazeera, BBC, Le Monde, CBS News, i Democracy Now!.

## Vida personal
Després que les Forces de Defensa d'Israel demanessin l'evacuació dels residents de Gaza, Owda i els seus pares es van traslladar de Beit Hanun a l'hospital Al-Shifa. La casa de la seva família i la seva oficina a Rimal van ser bombardejades, i tot l'equip de rodatge d'Owda va quedar destruït.
Owda va presenciar el bombardeig a un comboi mèdic d'Al-Shifa el 3 de novembre de 2023.